# Guffride
Guffride är ett naturreservat i Alskogs socken i Region Gotland på Gotland.
Området är naturskyddat sedan 2008 och är 21 hektar stort. Reservatet består av hällmark och en tallskog. 